# Артселар
Артселар (на нидерландски: Aartselaar) е селище в Северна Белгия, провинция Антверпен. Населението му е около 14 400 души (2006).